# Système d'information spatio-temporel
Les systèmes d'information spatio-temporels (SIST), c'est-à-dire disposant de capacités particulières en matière de gestion du temps, peuvent prendre globalement deux significations :
- La première étudie la possibilité de modéliser et de simuler des processus dynamiques tels que les évolutions de position de polluants en fonction de la météorologie ou encore de planifier les actions des moyens de secours à travers des scénarios de catastrophes (utilisation de frise chronologique ou timeline). Il est courant, dans ce cas présent, d’entendre le terme de Système d’Information Géographique (SIG) dynamique.

- La seconde acception est liée aux récentes avancées dans certains domaines comme la géolocalisation en temps réel grâce au système GPS, la capacité accrue de transmission de données et la miniaturisation des systèmes informatiques. Nous parlerons ici de SIG mobile.

Cette distinction entre SIG dynamique et mobile peut paraître quelque peu dualiste car l’idée est bien de proposer des mises à jour temporelles de l’information géographique dans les deux cas. Enfin, il convient de préciser que la population d’utilisateurs entre ces deux notions est différente, tant qualitativement que quantitativement. Quand un SIG dynamique s’adresse à quelques personnes très spécialisés, le SIG mobile tente de satisfaire une multitude peu formée aux concepts théoriques de ces outils.